# Recruit
Recruit fue un cohete sonda estadounidense alimentado por combustible sólido. Normalmente era usado como etapa superior conjuntamente con otro cohete, como con el Nike. También fue utilizado como cohete propulsor de vehículos de prueba para reentrada. Estuvo en uso entre 1956 y 1976.

## Especificaciones
- Masa total: 200 kg
- Empuje: 156 kN
- Tiempo de combustión: 1,5 s
- Longitud: 2,6 m
- Diámetro: 0,23 m